# Едмон Гюстав Камю
Едмон Гюстав Камю (фр. Edmond-Gustave Camus; 1852—1915) — французький ботанік і аптекар.

## Біографія
Гюстав Камю народився 1852 року в Парижі. У 1874 році вступив до Паризького аптекарського училища, здобув диплом з фармації під керівництвом Гаспара Адольфа Шатена, фізіолога рослин і директора училища. Згодом спільно з Шатеном став вивчати флору Франції. У цей же період обіймав посаду віце-президента Ботанічного товариства Франції.
З 1878 до 1908 Камю був власником аптеки. У 1891 році заснував Товариство вивчення флори Франції, став його першим директором. У 1908 році залишив аптекарську справу й зосередився на вивченні ботаніки. Видав кілька монографій з орхідей Європи, частина з яких — у співавторстві з дочкою Антуанеттою Камю.
Едмон Гюстав Камю помер 22 серпня 1915 року в Парижі.
Гербарій Едмона Гюстава Камю передано Паризькому музею природної історії (P).

## Наукові праці
- Camus, E.G. (1884). Guide pratique de botanique rurale. 180 p.
- Camus, E.G. (1888). Catalogue des plantes des France. 325 p.
- Camus, E.G. (1894). Monographie des Orchidées de France. 130 p.
- Camus, E.G.; Bergon, P.; Camus, A.A. (1908). Monographie des orchidées. 484 p.
- Camus, E.G. (1913). Les bambusées. 215 p.
- Camus, E.G. (1913). Les fleures des prairies et des pâturages. 125 p.
- Camus, E.G.; Camus, A.A. (1921—1929). Iconographie des orchidées d'Europe. 559 p.